# Hangalasz járás
A Hangalasz járás (oroszul Хангаласский улус, jakut nyelven Хаҥалас улууhа) Oroszország egyik járása Jakutföldön. Székhelye Pokrovszk.

## Népesség
- 2002-ben 34 876 lakosa volt, melyből 20 955 jakut (59,53%), 11 745 orosz (33,37%), 497 ukrán, 370 evenk, 234 even, a többi más nemzetiségű.
- 2010-ben 34 052 lakosa volt, melyből 20 730 jakut, 10 456 orosz, 415 evenk, 342 ukrán, 289 even, 186 tatár, 100 burját stb.